# William Chapman
Pour les articles homonymes, voir Chapman.
William Chapman (1850-1917) est un journaliste, poète et traducteur canadien.

## Biographie
Fils de George William Chapman, marchand, et de Caroline Angers, sœur de François-Réal Angers, William Chapman naît à Saint-François-de-Beauce (aujourd'hui Beauceville). Il fréquente le collège de Lévis et l'Université Laval avant de délaisser les études. Il travaille comme journaliste (en publiant tant des chroniques que des poèmes) et traducteur d'abord pour le quotidien La Patrie entre 1883-1884, puis pour La Minerve entre 1884 et 1889. Il occupe ensuite plusieurs métiers, dont celui de fonctionnaire (d'abord au Bureau du procureur général entre 1892 et 1897, puis au secrétariat de la province de Québec en 1898) et de vendeur d'assurances. En 1898, il fonde une librairie bilingue à Ottawa avant de devenir traducteur au sénat canadien en 1902. Ce poste, qu'il conserve jusqu'à sa mort, lui permet de voyager entre autres en France, aux États-Unis, en Nouvelle-Écosse et en Gaspésie. 
La carrière de poète pour laquelle Chapman est reconnu débute en 1870 où il publie, à l'âge de 20 ans, ses premiers vers dans la Revue canadienne. En 1876, il fait paraître son premier recueil, dont la plupart des poèmes écrits dans un « style à la fois romantique, patriotique, et plutôt conservateur » sont dédiés à d'autres figures littéraires de l'époque comme Henri-Raymond Casgrain, Benjamin Sulte, James MacPherson LeMoine et Louis Fréchette. Une vive querelle éclatera toutefois entre ce dernier et Chapman qui se servira dès lors de sa plume pour attaquer incessamment Fréchette, et ce jusqu'à sa mort. Sa réputation en sol canadien en souffre. Son second recueil paru en 1890 comprend une fois de plus des pièces dédiés à des figures influentes mortes ou vivantes, mais aussi des poèmes empreints de naturalisme portant sur des régions du Québec dont l'Île d'Orléans, le Saguenay-Lac-Saint-Jean et la Beauce. 
En 1904 et 1910, il reçoit le prix Archon-Despérouses remis par l'Académie française. En 1912, l'Université d'Ottawa lui décerne un doctorat honorifique en lettres. Populaire en France, il poursuit avec fougue - surtout dans les dernière années de sa vie - l'objectif de remporter le prix Nobel de littérature. Pour le plus grand désespoir du poète, cette quête obsessionnelle sera vaine. 
William Chapman meurt à Ottawa en 1917, soit quelques jours avant la date prévue de sa nomination comme membre de la Société royale du Canada. Sa sépulture est située dans le Cimetière Notre-Dame-des-Neiges, à Montréal.
Les fonds d'archives de William Chapman sont conservés au centre d'archives de Gatineau de Bibliothèque et Archives nationales du Québec ainsi qu'au Centre de recherche en civilisation canadienne-française de l'Université d'Ottawa,.

## Œuvres
- Reste toujours petit, 1870
- Les Québecquoises, 1876
- Mines d'or de la Beauce, 1881
- Guide et souvenir de la St-Jean-Baptiste, Montréal, 1884
- Les Feuilles d'érable, 1890
- Le Lauréat, 1894
- Deux copains : réplique à MM. Fréchette et Sauvalle, 1894
- À propos de la guerre hispano-américaine, 1898

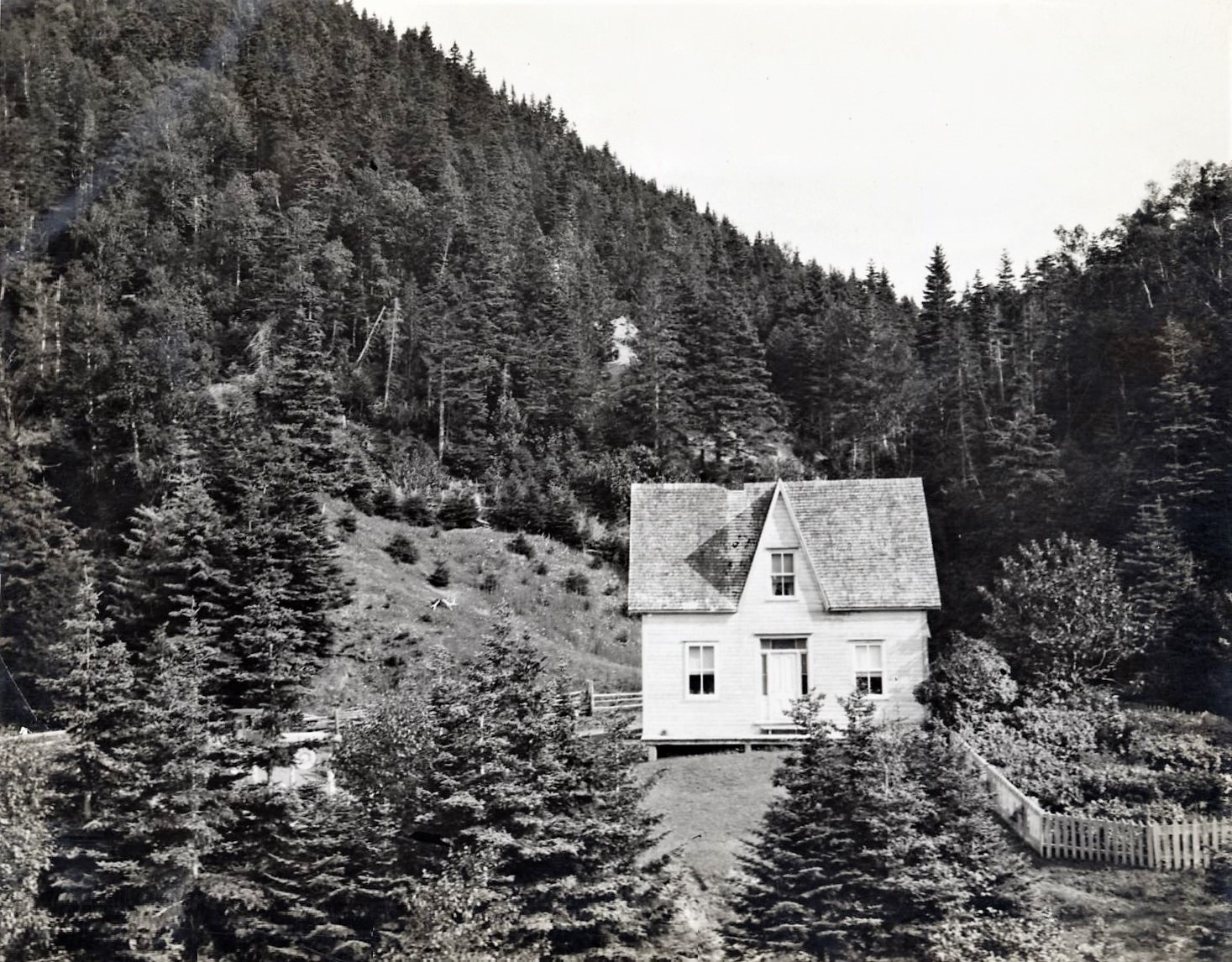
Maison à Cannes-de-Roches où le poète a composé quelques livres

- Les Aspirations : poésies canadiennes, 1904
- Aux Bretons, 1905
- Les Rayons du Nord, 1909
- Les Fleurs de givre, 1912
- Quelques poèmes de Chapman, 1949

## Honneurs
- Médaille d'honneur de l'Académie des palmiers à Paris, 1890
- Officier de l'Instruction publique de France